# Pierwszy rząd Felipe Gonzáleza

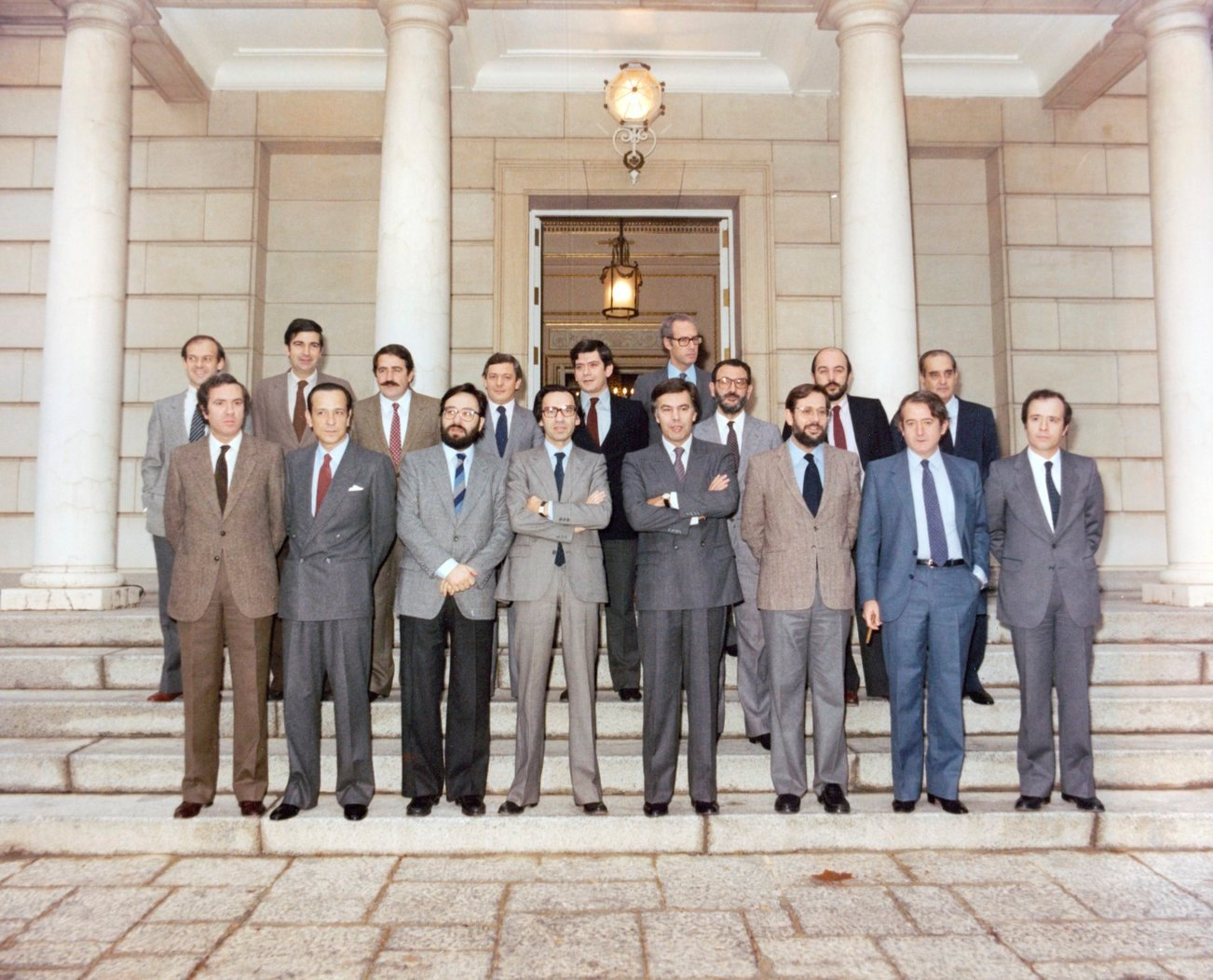
Ministrowie rządu Felipe Gonzáleza w 1982

Pierwszy rząd Felipe Gonzáleza – rząd Królestwa Hiszpanii funkcjonujący od grudnia 1982 do lipca 1986.
Gabinet powstał po wyborach w 1982, które wygrała Hiszpańska Socjalistyczna Partia Robotnicza (PSOE), uzyskując większość w 350-osobowym Kongresie Deputowanych. Felipe González został zatwierdzony na urzędzie premiera 2 grudnia 1982. Po wyborach w 1986, w których zwycięstwo również odniosła PSOE, został zastąpiony przez drugi gabinet lidera socjalistów.

## Skład rządu
- Premier: Felipe González
- Wicepremier: Alfonso Guerra
- Minister spraw zagranicznych: Fernando Morán López (do 1985), Francisco Fernández Ordóñez (od 1985)
- Minister sprawiedliwości: Fernando Ledesma
- Minister spraw wewnętrznych: José Barrionuevo
- Minister obrony: Narcís Serra
- Minister gospodarki i finansów: Miguel Boyer (do 1985), Carlos Solchaga (od 1985)
- Minister robót publicznych i urbanistyki: Julián Campo (do 1985), Javier Sáenz de Cosculluela (od 1985)
- Minister transportu, turystyki i komunikacji: Enrique Barón Crespo (do 1985), Abel Caballero (od 1985)
- Minister edukacji i nauki: José María Maravall
- Minister kultury: Javier Solana
- Minister pracy i ochrony socjalnej: Joaquín Almunia
- Minister przemysłu i energii: Carlos Solchaga (do 1985), Joan Majó i Cruzate (od 1985)
- Minister rolnictwa, rybołówstwa i żywności: Carlos Romero Herrera
- Minister administracji terytorialnej: Tomás de la Quadra-Salcedo (do 1985), Félix Pons (od 1985)
- Minister zdrowia i konsumentów: Ernest Lluch
- Minister ds. prezydencji: Javier Moscoso